# Крюгер, Вильгельм (пианист)
Вильгельм Крюгер (нем. Wilhelm Krüger, иногда также Гийом Крюгер; 5 августа 1820, Штутгарт — 17 июня 1883, Штутгарт) — немецкий пианист и композитор.
Сын известного флейтиста Готлиба Давида Крюгера (1790—1868). Учился сперва в своём родном городе у Петера Йозефа фон Линдпайнтнера, затем на протяжении четырёх лет, по стипендии вюртембергского короля Вильгельма, в Париже, и наконец в Берлине у Зигфрида Дена.
Короткое время служил в Берлине придворным пианистом, затем недолго преподавал в Женеве, а в 1845 г. вернулся в Париж, где жил и работал на протяжении 25 лет. Крюгер преподавал фортепиано, сочинял салонную музыку — в общей сложности более 150 пьес, «элегантных (не лишённых иногда характерности)», по определению Музыкального словаря Римана, в том числе отдельные переложения (в частности, из оперы Рихарда Вагнера «Тангейзер»). Выступал как солист и ансамблист, в 1847 г. гастролировал в своём родном городе, где прозвучало, среди прочего, написанное им Трио для флейты, арфы и фортепиано, причём партию флейты исполнил его отец. В 1855 г. исполнил в Штутгарте свой фортепианный концерт, посвящённый королю Вильгельму. Наибольшую известность приобрёл как основатель Немецкого благотворительного общества (фр. La société de bienfaisance allemande), концертные программы которого в значительной степени были посвящены развитию немецко-французских музыкальных связей; в работе общества участвовал другой обосновавшийся в Париже немецкий музыкант, Рихард Хаммер.
С началом Франко-прусской войны вернулся в Штутгарт, преподавал в Штутгартской консерватории.
Крюгеру посвящены Шесть этюдов Op.52 Камиля Сен-Санса и Valse favorite Op.118 Иоахима Раффа.
Братья — Готлиб Давид Крюгер-младший (1825—1895), арфист, и Карл Крюгер (1831—после 1906), флейтист.